# 曲萼绣线菊
曲萼绣线菊（学名：Spiraea flexuosa）为蔷薇科绣线菊属下的一个种，也是一個高度為1.5米的灌木。該物種主要分佈於吉林、黑龙江、辽宁、内蒙古、山西、陕西、新疆。

## 扩展阅读
- 維基物種上的相關：曲萼绣线菊